# 成田不動明王石碑

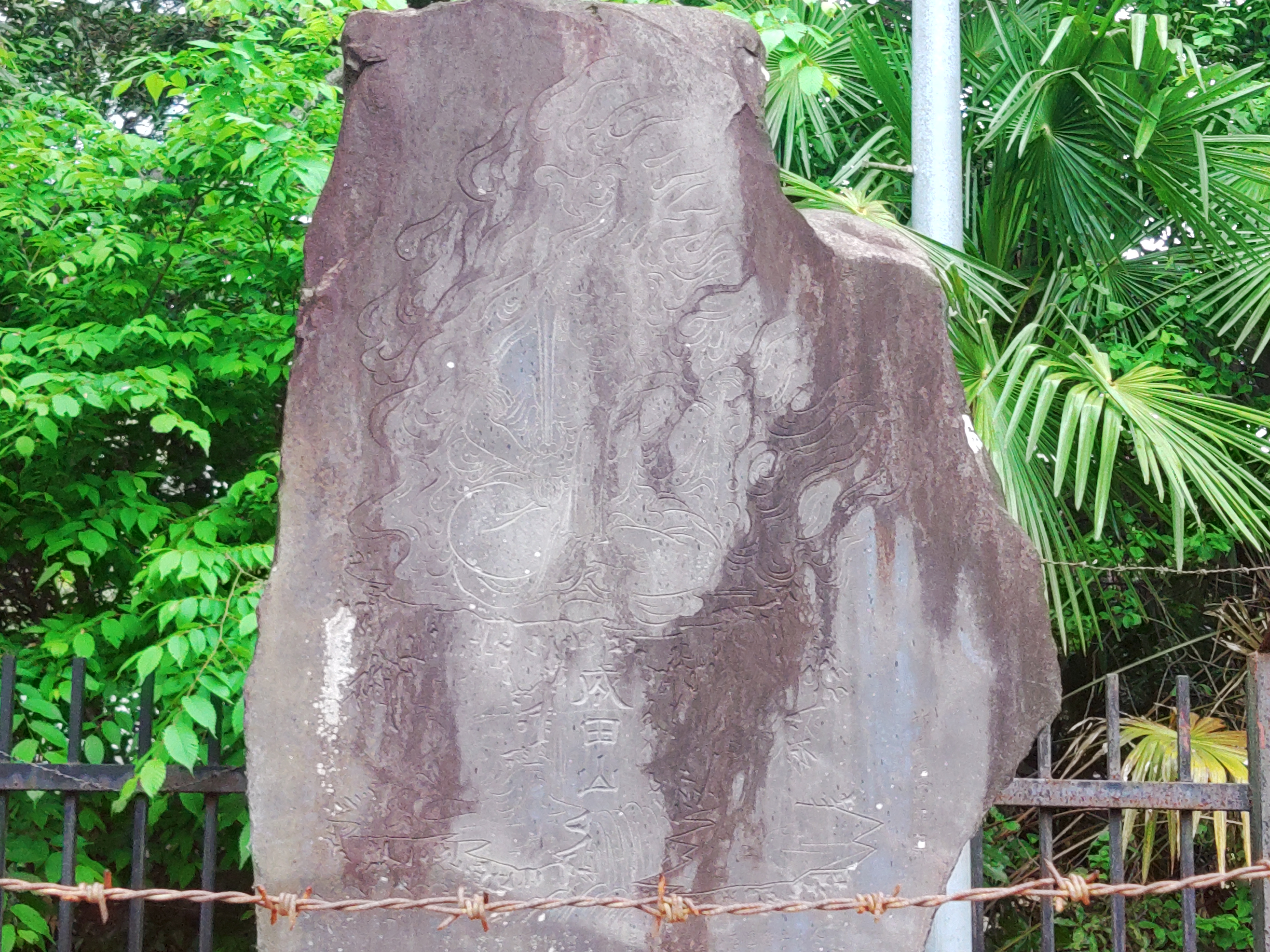
守谷のお化け石(20220426撮影)

成田山不動明王石碑（なりたさんふどうみょうおうせきひ）(守谷のお化け石)は茨城県守谷市の高野地区にある石碑。
ふれあい道路から利根川方面にジョイフル本田守谷店手前の十字路を左折して数百メートル先の公民館に存在する。

## 概要
守谷市のジョイフル本田守谷店の裏に進んだ田舎風の住宅地の中の墓地兼集落の集会場の庭先に存在する不動明王の姿と経文が刻まれた石。
土地の古老の話でも何時頃建立された物なのかは不明であるが、1970年代に地元の小学校の女児が石の表面に、女性、乳児、猫の顔が浮かび上がっていると近所の大人に話した事から話題に成り、午後のワイドショー番組等が取材に押し寄せる結果となった。
また当時それらのワイドショーに主演していた霊能力者自認する人物が霊視、除霊に現れ、それらの取材映像が流されて、関東の外れののどかな農村だった守谷市（当時は北相馬郡守谷町）を一躍全国区にのし上げた。

## 現在
この騒動のさなか、夜間に暴走族がこの集会場に現れ、ペンキのスプレーで落書きをした事から、現在は鉄製の柵で覆われている。
現在でも当時の位置に安置されており、周辺には駐車場などは存在しないが、見学は可能である。